# Габорио, Эмиль
Эми́ль Габорио́ (фр. Émile Gaboriau; 9 ноября 1832, Сожон, Приморская Шаранта, Королевство Франция — 28 сентября 1873, Париж, Третья Французская республика) — французский писатель, один из основателей детективного жанра.

## Биография
Эмиль Габорио родился 9 ноября 1832 года в семье мелкого государственного чиновника Шарля-Габриэля Габорио, неподалёку от современного Бордо. Отец будущего писателя был мелким служащим провинциальной администрации, чья карьера вынуждала семью совершать постоянные переезды.
В школе он учился в одном классе с Альфонсом Милло (фр. Alphonse Millaud), племянником известного французского издателя и банкира, сыгравшего в жизни и издании книг Габорио значительную роль.
Габорио служил сначала волонтёром в кавалерийском полку, а потом получил место в экспортной конторе.
Литературную карьеру начал небольшими произведениями в мелких журналах («Tintamarre», «Jean Diable» и др.), затем стал писать рассказы с исторической подкладкой («Les Cotillons cé lèbres», «Les Comédiennes adorées» etc.) и юмористические эскизы, имевшие большой успех.
В 1860 году Габорио становится секретарём, ассистентом и «литературным негром» Поля Феваля — газетного редактора, драматурга и автора так называемых романов плаща и шпаги. Его первая книга («Знаменитые балерины») опубликована в 1860 году, за ней последовало ещё несколько романов, посвящённых театральной жизни Парижа. До самой смерти он работал в нескольких провинциальных и парижских газетах, вёл театральную и судебную хронику, рассматривал вопросы международной политики.
Наибольшую же известность Габорио принесли произведения детективного жанра. В первом романе «Дело вдовы Леруж» автор представляет двух детективов: пожилого независимого консультанта (оценщик ломбарда на пенсии) «папашу Табаре» и его ученика — двадцатипятилетнего детектива Лекока, младшего офицера полиции, необычные методы которого регулярно делают его объектом насмешек со стороны менее искушённых и незадачливых коллег. Роман «Дело вдовы Леруж» был написан в 1864 году и издавался по частям в ежедневной литературной газете Le Soleil («Солнце») с апреля по июль 1866 года. В следующих пяти детективах Лекок выступает уже центральным персонажем, начиная с «Преступления в Орсивале», который издавался по частям с конца октября 1866 года по февраль 1867 года. Из других романов становится известно, что Лекок, оставшись сиротой, вёл далеко не добродетельный образ жизни, предаваясь азартным играм, но затем встал на путь исправления и стал полицейским. Он — превосходный актёр, умеющий до неузнаваемости изменить свой внешний вид, походку, голос. Его отличают необыкновенная наблюдательность, применение дедуктивного метода (пропагандистом которого он является), физическая сила, умение проникнуть в психологию преступника. Считается, что главным прототипом Лекока послужил Эжен Франсуа Видок — создатель французской уголовной полиции и уголовного розыска. Отмечается также влияние Эдгара Аллана По, Эжена Сю и Александра Дюма (отец).
С момента издания этих романов французские исследователи отсчитывают историю французского полицейского романа. К автору приходит международный успех, его романы были переведены на многие языки, в том числе и на русский (первый перевод — в 1870 г.). Книги Габорио в 1880-х — начале 1890-х гг. в публичных библиотеках России входили в число наиболее читаемых, а известность «русского Габорио» получил А. А. Шкляревский.
В конце XIX — начале XX века, Энциклопедический словарь Брокгауза и Ефрона отзывался об Эмиле Габорио на своих страницах следующим образом:
«… дарование Габорио проявилось, главным образом, в его романах, печатавшихся первоначально в фельетонах газет и имевших целью как можно сильнее действовать на воображение читателя. Это так называемые „уголовные романы“, где действие группируется вокруг какого-нибудь таинственного преступления и главную роль играет являющийся, как deus ex machina, в самые критические моменты, сыщик. Самые заглавия романов Г. характеризуют его манеру действовать на грубые инстинкты среднего читателя, на любовь к сильным ощущениям. Заглавия эти всегда предвещают ужасы, преступления, кровопролития».
Считается, что Конан Дойл создавал детективные рассказы и повести, находясь под сильным впечатлением от творчества Габорио, отмечается что его Шерлок Холмс — тип сыщика, в котором проявляются черты героев французского автора.
В переписке А. П. Чехова имя Габорио встречается довольно часто, а «Шведская спичка» — пародия на полицейский роман, один из героев которой, незадачливый помощник следователя Дюковский, «начитался Габорио» (см. также «Драма на охоте»).
Умер Эмиль Габорио 1 октября 1873 года в Париже.
Романы Габорио начиная с 1914 года неоднократно экранизировались.

## Произведения
- Дело вдовы Леруж / L’Affaire Lerouge (1866)
- Преступление в Орсивале / Le Crime d’Orcival (1867)
- Дело под № 113 / Le Dossier No. 113 (1867)
- Рабы Парижа / Les Esclaves de Paris (1868, в 2х т.)
- Лекок, агент сыскной полиции / Monsieur Lecoq (1869, в 2х т.)
- Адская жизнь / La Vie infernale (1870, в 2х т.)
- Золотая шайка / La Clique doree (1871)
- Кувырком / La Degringolade (1872)
- Петля на шее / La Corde au cou (1873)
- Чужие деньги / L’Argent des Autres (1874)
- Старичок из Батиньоля / Le Petit Vieux des Batignolles (1876)